# 王成乐
王成乐（1929年7月—2020年6月18日），男，河北完县人，中华人民共和国政治人物，曾任安徽省高级人民法院副院长、院长。

## 生平
1945年8月参加工作。1954年4月加入中国共产党。